# Piotr Rutkowski (muzyk)
Piotr Rutkowski (ur. 30 listopada 1943 w Tulibowie, zm. 23 lipca 2023 w Szczecinie) – polski puzonista i wokalista jazzowy.
Był członkiem zespołu tradycyjnego Dixie Lovers, który w 1982 roku został laureatem nagrody „Złota Tarka”, a Piotr Rutkowski otrzymał indywidualne wyróżnienie jako puzonista. Występował na wielu scenach w Polsce oraz w krajach europejskich, grał też na kontraktach z muzykami amerykańskimi. Brał udział w festiwalach jazzowych, m.in. Jazz nad Odrą, Jazz Jamboree, Old Jazz Meeting – Złota Tarka oraz Polish Happy Jazz Fest. 
Założył Old Jazz Quintet. Współpracował także m.in. z zespołami Blues Fellows i Rama 111 oraz takimi muzykami, jak Krzesimir Dębski czy Andrzej Jagodziński. Jako muzyk klasyczny związany był ze  szczecińską Filharmonią i Operą na Zamku w Szczecinie oraz Teatrem Muzycznym w Łodzi.